# Medetera longa
Medetera longa är en tvåvingeart som beskrevs av Negrobov och Thuneberg 1970. Medetera longa ingår i släktet Medetera och familjen styltflugor.
Artens utbredningsområde är Taiwan. Inga underarter finns listade i Catalogue of Life.